# Linea M2 (metropolitana di Milano)
La linea M2 è una linea della metropolitana di Milano che collega la città da nord-est, con doppio capolinea a Cologno Nord (nel comune di Cologno Monzese) e Gessate (nel comune di Gessate), a sud, attestandosi ai due capolinea di Piazza Abbiategrasso-Chiesa Rossa (nel comune di Milano) e Assago Milanofiori Forum (nel comune di Assago).
Viene soprannominata "linea verde" per via del colore con cui è disegnata nelle mappe. Il verde è anche il colore principale utilizzato nella decorazione delle stazioni e dei treni.
Incrocia la linea M1 nelle stazioni di Loreto e Cadorna FN, la linea M3 nella stazione Centrale FS, la linea M4 nella fermata di Sant'Ambrogio e la linea M5 nella stazione Garibaldi FS, ed attraversa in totale nove comuni: Milano, Cologno Monzese, Assago, Gessate, Cernusco sul Naviglio, Gorgonzola, Bussero, Cassina de' Pecchi e Vimodrone.
Con quasi 40 km di estensione e 35 stazioni, la M2 è la linea di metropolitana più lunga di Milano e d'Italia e una delle più lunghe in Europa. Tra le linee della metropolitana milanese, è ad oggi l'unica ad avere tratti in superficie, tra Cimiano e i due capolinea di Gessate e Cologno Nord e sulla diramazione tra Famagosta e il capolinea di Assago Milanofiori Forum, nonché quella con il maggior numero di interscambi con stazioni ferroviarie (Centrale, Lambrate, Porta Garibaldi, Porta Genova, Cadorna e Romolo, per un totale di 6) ed una delle due, insieme alla M1, che incrociano un'altra stessa linea in due stazioni diverse (Loreto e Cadorna FN, in comune con la stessa M1).

## Storia

### Le prime tratte
La prima tratta della linea fu aperta il 27 settembre 1969 tra le stazioni di Caiazzo e Cascina Gobba, con la parte tra Cascina Gobba e Cimiano in superficie e comprensiva dell'interscambio con la stazione ferroviaria di Lambrate. Il 27 aprile dell'anno successivo seguì il prolungamento fino a Centrale FS e il 12 luglio 1971 il prolungamento a Garibaldi FS, permettendo gli interscambi con le due importanti stazioni ferroviarie omonime.
Fin dall'inizio si decise di fornire l'alimentazione elettrica alla linea 2 tramite linea aerea anziché tramite terza rotaia come sulla linea 1; a causa del ritardo nella costruzione dei treni appositamente progettati, inizialmente la linea aerea venne alimentata alla tensione di 750 V, la stessa della linea 1, e vennero utilizzati alcuni treni della linea 1 riadattati e dotati di pantografi allargati, idonei per il servizio in linea, in sostituzione dei piccoli pantografi utilizzati solo per le manovre di servizio nel deposito di Precotto. Tale situazione ebbe termine l'8 novembre 1971, data in cui, essendo stata completata la consegna delle nuove elettromotrici, la tensione poté essere aumentata a 1200 V, valore comune alla "linea celere" Milano-Gorgonzola, e l'anno successivo, con l'integrazione di quest'ultima nella metropolitana, al valore definitivo di 1500 V.

### La tratta Cascina Gobba-Gorgonzola

Scavi in piazza Udine per la realizzazione della linea 2 della Metropolitana di Milano

Le cosiddette "Linee celeri dell'Adda", in funzione dal maggio 1968 fino a Gorgonzola, sostituivano la tranvia interurbana per Vaprio e Cassano. A partire dal dicembre 1972 la tratta fu percorsa dai treni della metropolitana, sostituendo con autobus la tratta per Cassano e mantenendo i tram interurbani sulla tratta terminale Gorgonzola-Vaprio d'Adda. Nel febbraio 1978 anche quest'ultima fu soppressa, sostituita da autobus. Le stazioni di Cascina Burrona, Villa Fiorita, Bussero e Villa Pompea non erano previste nel progetto originale, e sono quindi state realizzate in parte con metodi economici, ricorrendo a strutture prefabbricate.

### Il prolungamento Garibaldi FS-Cadorna FN
Il prolungamento da Garibaldi FS a Cadorna FN venne approvato dal Consiglio Comunale con delibera del 9 marzo 1970. Il nuovo tronco, interamente sotterraneo, comprendeva le stazioni intermedie di Moscova e Lanza.
A causa della scarsità di spazio in superficie la costruzione della tratta fu complessa e difficoltosa: Moscova fu la prima a Milano a essere scavata a foro cieco anziché a cielo aperto, a esclusione del mezzanino; Lanza, invece, venne scavata a cielo aperto, ma in un tratto in cui i due binari corrono in due canne separate.
A Cadorna FN, oltre a offrire alla linea M2 l'interscambio con l'omonimo scalo ferroviario, la si fece incrociare con la preesistente linea M1; la stazione era già stata predisposta per l'interscambio tra le due linee all'epoca di costruzione della prima linea nel 1964, ma, a causa di errori nei rilievi delle quote, furono necessari importanti lavori di riadattamento.
La tratta, lunga circa 2,2 chilometri, venne attivata il 3 marzo 1978.

### La diramazione Cascina Gobba-Cologno Nord

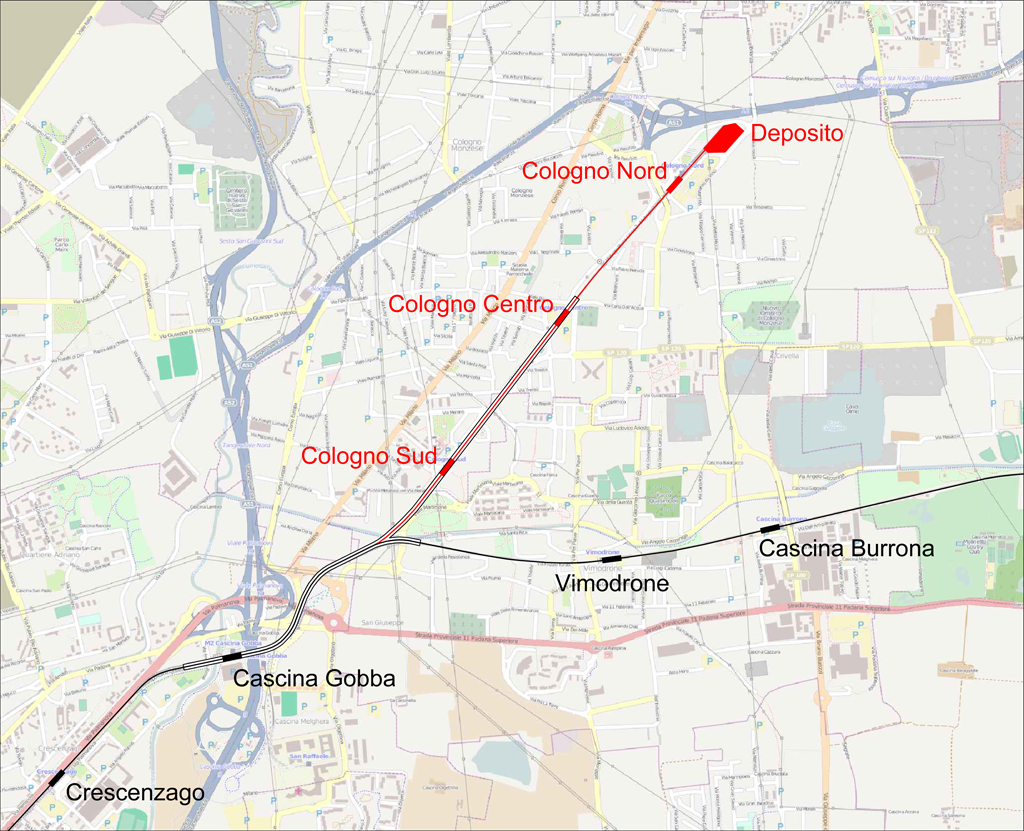
Tratta Cascina Gobba-Cologno Nord

La diramazione extraurbana da Cascina Gobba a Cologno Monzese, già inclusa nel progetto delle linee celeri dell'Adda come primo tronco della diramazione che avrebbe dovuto raggiungere Vimercate, fu approvata dal Consiglio Comunale con delibera del 9 marzo 1970. Il nuovo tronco, interamente fuori terra, comprendeva le stazioni di Metallino, Cologno e Bettolino. Il tratto iniziale, dal bivio presso Cascina Gobba fino a oltre la stazione di Cologno, venne previsto in viadotto, per non interrompere la viabilità stradale; per minimizzare l'impatto ambientale vennero progettati pilastri con forma a "V" con interasse di 29 metri.
Successivamente i nomi delle stazioni furono mutati: Metallino, Cologno e Bettolino divennero rispettivamente Cologno Sud, Cologno Centro e Cologno Nord.
Il tronco, lungo 3,36 km, venne attivato il 7 giugno 1981; presso il capolinea venne realizzato un punto d'interscambio ferro-gomma, comprendente un'autostazione e un parcheggio direttamente collegato alla tangenziale est.
Nei pressi del capolinea fu costruito un deposito che si estende su 21404 m² (di cui 6945 coperti), con capacità di 54 vetture e sviluppo totale dei binari di 2035 m.

### Il prolungamento Cadorna-Porta Genova FS
Il prolungamento da Cadorna a Porta Genova FS, comprensivo delle due stazioni di Sant'Agostino e Sant'Ambrogio e dell'interscambio con la stazione ferroviaria di Porta Genova, venne approvato dal Consiglio Comunale con le delibere del 28 gennaio e del 24 novembre 1976; i lavori iniziarono nel secondo semestre del 1978.
Il nuovo tronco, interamente sotterraneo e di quasi 2 km di lunghezza, fu attivato il 30 ottobre 1983. Una parte di tale tratto, comprendente la stazione di Sant'Agostino, fu realizzato a gallerie sovrapposte, per evitare il passaggio sotto gli edifici e acquisire esperienza in vista della costruzione della linea M3.

### Il prolungamento Gorgonzola-Gessate
Il 13 aprile 1985 la linea fu prolungata a nord-est da Gorgonzola a Gessate, interamente in superficie, con la stazione intermedia di Cascina Antonietta.

### Il prolungamento Porta Genova FS-Romolo
I lavori per il prolungamento da Porta Genova FS a Romolo iniziarono nel secondo semestre del 1980. Il nuovo tronco, interamente sotterraneo e di 980 metri di lunghezza, non comprendeva stazioni intermedie; presso il capolinea di Romolo fu previsto l'interscambio con le autolinee interurbane e con una nuova fermata ferroviaria di cui si prevedeva la realizzazione, che sarebbe stata attivata solo nel 2006.
Il tronco venne attivato il 13 aprile 1985.

### Il prolungamento Romolo-Famagosta
Il 1º novembre 1994, nell'ambito delle celebrazioni per il trentesimo anniversario della metropolitana di Milano, fu attivato il prolungamento da Romolo al nuovo capolinea di Famagosta, senza stazioni intermedie.

### Il prolungamento Famagosta-Piazza Abbiategrasso
Il 17 aprile 2005 fu attivato il tronco Famagosta-Piazza Abbiategrasso, senza stazioni intermedie.

### La diramazione Famagosta-Assago
Il 20 febbraio 2011 venne attivata la nuova diramazione da Famagosta ad Assago Milanofiori Forum, costruita in superficie a fianco dell'autostrada per Genova e comprendente la stazione intermedia di Assago Milanofiori Nord.

### I lavori di scavo
I lavori di scavo della parte più vecchia della linea sono stati realizzati in un periodo (dalla seconda metà degli anni sessanta alla metà degli anni ottanta) in cui il livello della falda acquifera era notevolmente basso (per motivi sia naturali che antropici, dato il suo pesante utilizzo da parte delle industrie).
Successivamente il livello della falda acquifera ha iniziato progressivamente a salire, causando la comparsa in galleria di infiltrazioni d'acqua (due zone notevolmente soggette al fenomeno sono la tratta tra Loreto e Lambrate e la canna inferiore della fermata di Sant'Agostino). Per contrastare il fenomeno sono in corso lavori di impermeabilizzazione delle gallerie e sono costantemente in funzione delle pompe idrovore per abbassare il livello della falda in prossimità della galleria.

### Le date delle aperture
- 27 settembre 1969: Caiazzo - Cascina Gobba
- 27 aprile 1970: Caiazzo - Centrale FS
- 12 luglio 1971: Centrale FS - Garibaldi FS
- 4 dicembre 1972: Cascina Gobba - Gorgonzola
- 3 marzo 1978: Garibaldi FS - Cadorna
- 7 giugno 1981: Cascina Gobba - Cologno Nord (nuova diramazione)
- 30 ottobre 1983: Cadorna - Porta Genova FS
- 13 aprile 1985: Gorgonzola - Gessate e Porta Genova FS - Romolo
- 1º novembre 1994: Romolo - Famagosta
- 17 marzo 2005: Famagosta - Piazza Abbiategrasso
- 20 febbraio 2011: Famagosta - Assago Milanofiori Forum (nuova diramazione)[28]

## Caratteristiche tecniche

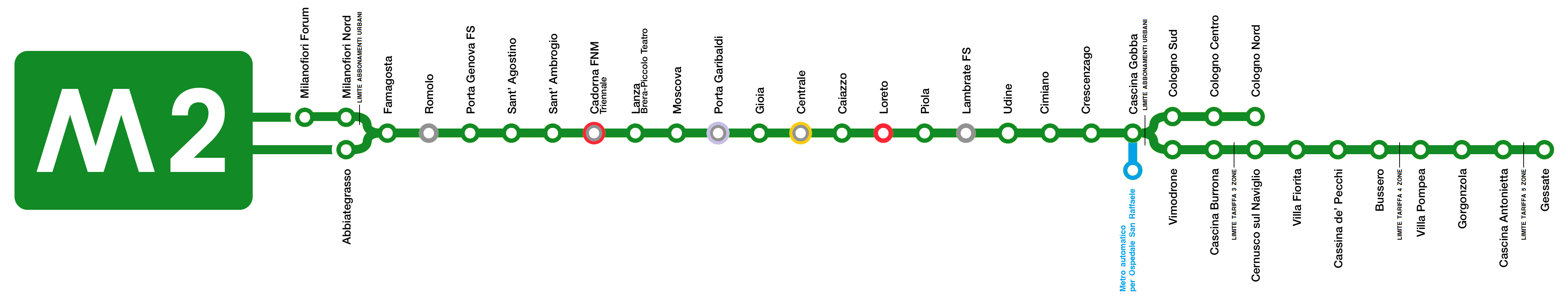
Schema linea presente sui treni

|  | Urban head station |

|  | Urban stop on track |

|  |  | Unknown route-map component "uABZgl+l" | Unknown route-map component "uKDSTeq" |

|  | Urban stop on track |

|  | Urban stop on track |

|  | Urban stop on track |

|  | Urban stop on track |

|  | Urban stop on track |

|  | Urban stop on track |

|  | Urban stop on track |

|  | Urban stop on track |

| Unknown route-map component "uKDSTa" | Urban straight track |

| Urban station on track | Urban straight track |

| Unknown route-map component "uhHSTa" | Urban straight track |

| Unknown route-map component "uhHST" | Unknown route-map component "uhSTRa@f" |

| Unknown route-map component "uhSTRl" | Unknown route-map component "uhABZg+r" |

|  |  |  | Unknown route-map component "uhBHFe" | Unknown route-map component "uhKBHFaq" | Unknown route-map component "uhCONTf@Fq" |

|  | Urban stop on track |

|  | Urban stop on track |

|  | Unknown route-map component "utSTRa" |

|  | Urban tunnel stop on track |

|  | Urban tunnel stop on track |

|  | Urban tunnel stop on track |

|  | Urban tunnel stop on track |

| Unknown route-map component "utCONTgq" | Unknown route-map component "utABZg+r" |

|  | Urban tunnel station on track |

|  |  | Unknown route-map component "utABZgl" | Unknown route-map component "utCONTfq" |

|  | Urban tunnel stop on track |

|  | Urban tunnel stop on track |

|  |  | Unknown route-map component "utABZg+l" | Unknown route-map component "utCONTfq" |

|  | Urban tunnel stop on track |

|  | Urban tunnel stop on track |

|  | Urban tunnel stop on track |

|  | Urban tunnel stop on track |

|  | Urban tunnel stop on track |

|  | Urban tunnel stop on track |

|  | Urban tunnel stop on track |

|  | Urban tunnel stop on track |

|  | Urban tunnel station on track |

|  |  | Unknown route-map component "utABZgl+l" | Unknown route-map component "utKBHFeq" |

|  | Unknown route-map component "utSTRe" |

|  |  | Unknown route-map component "uABZgl+l" | Unknown route-map component "uKDSTeq" |

|  | Urban stop on track |

|  | Urban End station |

La linea M2 è dotata di alimentazione elettrica tramite linea aerea di contatto (a pantografo) con tensione di 1 500 volt in corrente continua su tutto il percorso, è composta in totale da 35 stazioni e si estende per 39,9 km.
La linea è interrata nella parte cittadina, mentre esce in superficie a partire dalla stazione di Cimiano, verso la periferia nord-est, e dalla stazione di Assago Milanofiori Nord, verso la periferia sud. Nel tratto che va da Cascina Gobba a Cologno Nord è sopraelevata: al momento è l'unico tratto della metropolitana milanese nel quale si è adottata tale soluzione. Lo scartamento è quello ordinario di 1 435 mm.

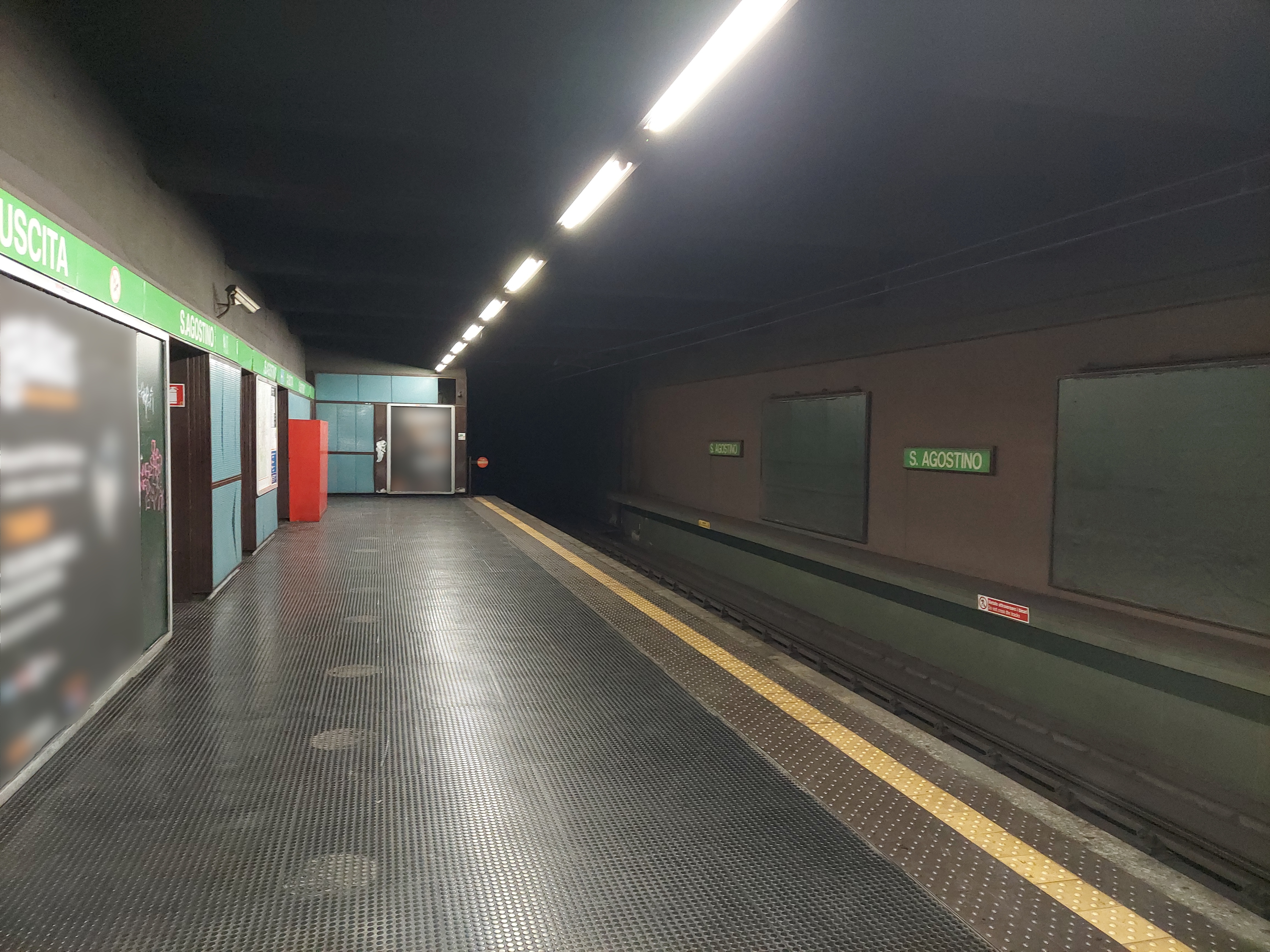
Il livello inferiore della stazione di Sant’Agostino.

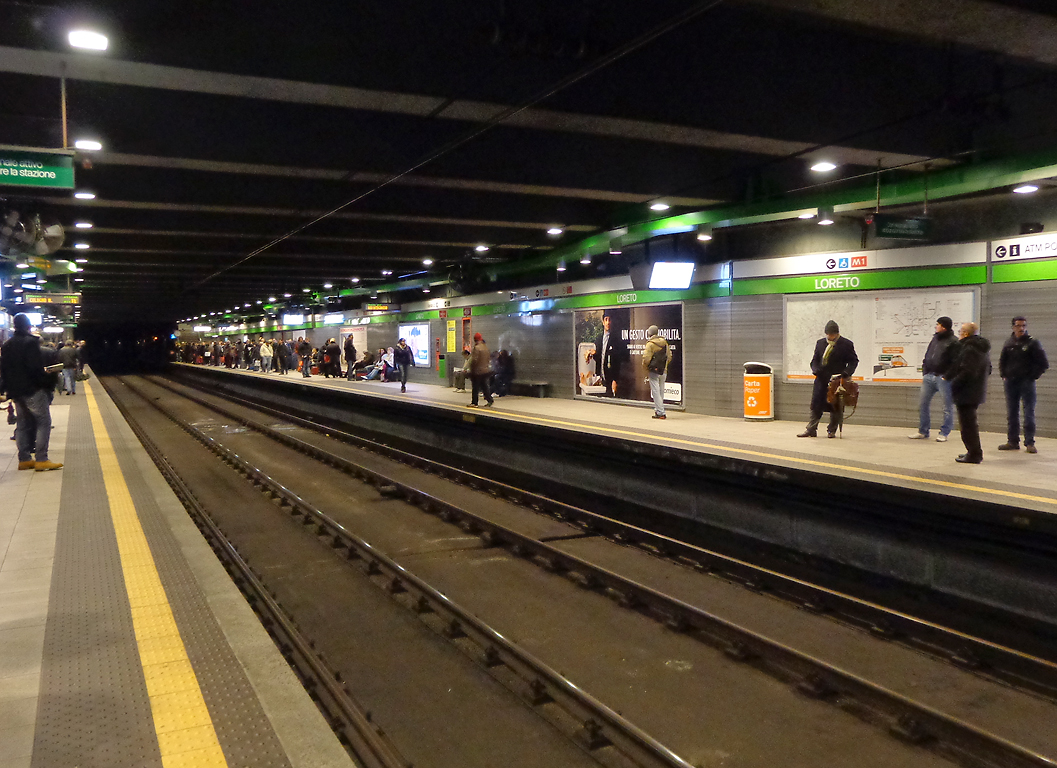
Stazione di Loreto

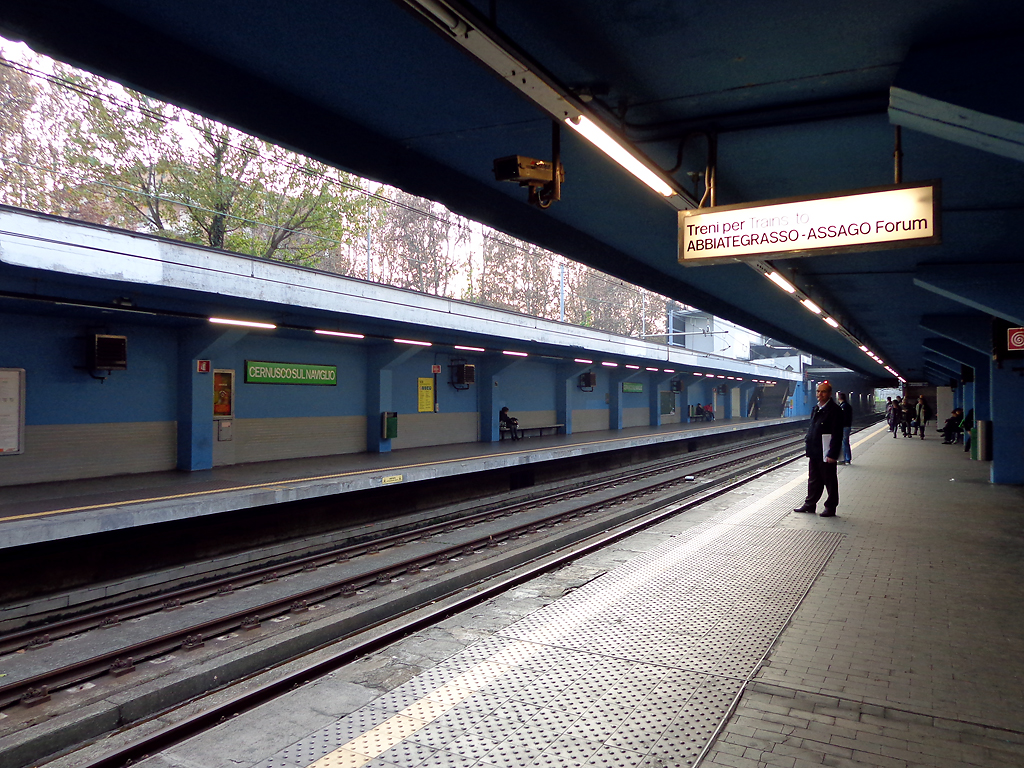
Fermata di Cernusco sul Naviglio

Alcune stazioni della linea sono realizzate con una banchina a isola per i passeggeri che serve entrambe le direzioni, mentre le rimanenti (la maggior parte) presentano due banchine ai lati, ognuna delle quali serve una specifica direzione. La circolazione è sul binario di destra, come nelle altre linee metropolitane di Milano. Nelle stazioni a due banchine laterali le porte che si aprono per la salita e la discesa dei passeggeri sono quelle sul lato destro rispetto al senso di marcia del treno, mentre nelle stazioni a banchina unica centrale vengono utilizzate le porte sul lato sinistro.
Sebbene in alcuni tratti i binari per le due direzioni siano collocati in due canne separate, nella maggior parte del percorso i binari sono collocati allo stesso livello a distanza di pochi metri. Nella tratta tra Sant'Ambrogio e Porta Genova FS i due binari sono collocati su due canne sovrapposte e la stazione di Sant'Agostino si sviluppa su due livelli. Questo tipo di disposizione è stato utilizzato nella tratta centrale della linea M3.
La fermata Lanza è una delle due stazioni della rete metropolitana di Milano, insieme alla fermata Pero della M1, con la peculiarità di avere i due binari in canne parallele, senza però avere una banchina a isola. Vi sono infatti due banchine laterali, ma i binari sono separati da un muro. Lanza è inoltre l'unica stazione della metropolitana milanese con la particolarità di avere un varco d'accesso al piano terreno di un palazzo.
Nella tratta compresa tra le stazioni di Centrale FS e Loreto sono presenti due tunnel di raccordo con le linee M1 e M3, mentre tra le stazioni di Gioia e Garibaldi FS è presente un raccordo con la linea M5. Sfruttando tali raccordi è possibile trasferire vetture fra le varie linee.
Le fermate di interscambio tra le diverse linee sono dotate di ascensori tra i diversi livelli; quasi tutte le fermate sono dotate di montascale a piattaforma per carrozzine, per una migliore accessibilità.
In caso di necessità per guasti o altro, i treni possono effettuare inversione di marcia, oltre che ai capilinea, nelle seguenti stazioni:
- Famagosta (solo in direzione Assago Forum, Cologno Nord e Gessate)
- Romolo
- Porta Genova FS
- Cadorna FN
- Garibaldi FS
- Centrale FS
- Caiazzo
- Lambrate FS (solo in direzione Gessate e Cologno Nord)
- Udine (solo in direzione Piazza Abbiategrasso e Assago Forum)
- Cimiano
- Crescenzago
- Cascina Gobba
- Vimodrone
- Cernusco sul Naviglio
- Cassina de' Pecchi
- Gorgonzola
- Cascina Antonietta[29]

## Materiale rotabile
- Tradizionali della linea 1 - Esercizio provvisorio dal 1969 al 1971.
- Treno bloccato ATM serie 500 - Dal 1969 al 1972 (solo nel tratto Cimiano-Gorgonzola, in quanto parte delle linee celeri dell'Adda).
- Treno bloccato ATM serie 800 - Dal 1969 al 1972 (solo nel tratto Cimiano-Gorgonzola, in quanto parte delle linee celeri dell'Adda).
- Tradizionali - Dal 1971 al 2020.
- Meneghino - Dal 2009 a oggi.
- Leonardo - Dal 2015 a oggi.

Tutti i treni della M2 sono dotati di una luce posteriore che lampeggia, per essere maggiormente visibili nelle tratte in superficie durante le giornate di nebbia.

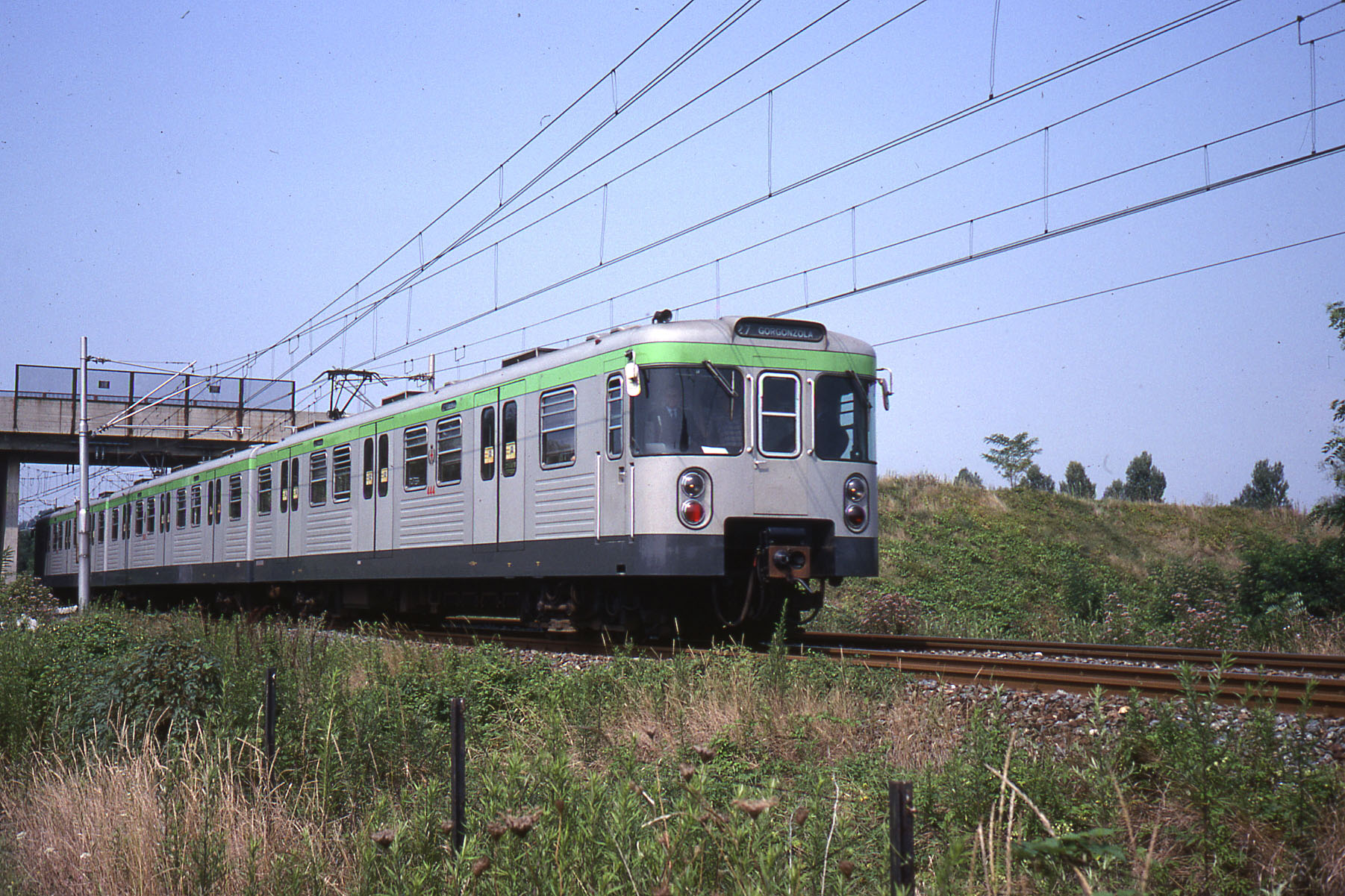
Treno tradizionale nella livrea originaria
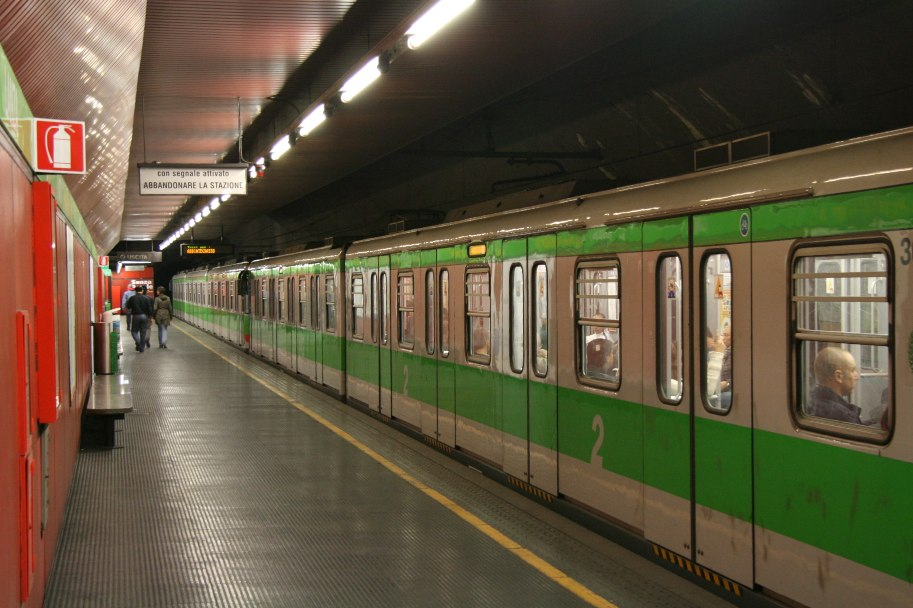
Treno "Inverter" nella livrea post-revamping alla stazione di Lanza
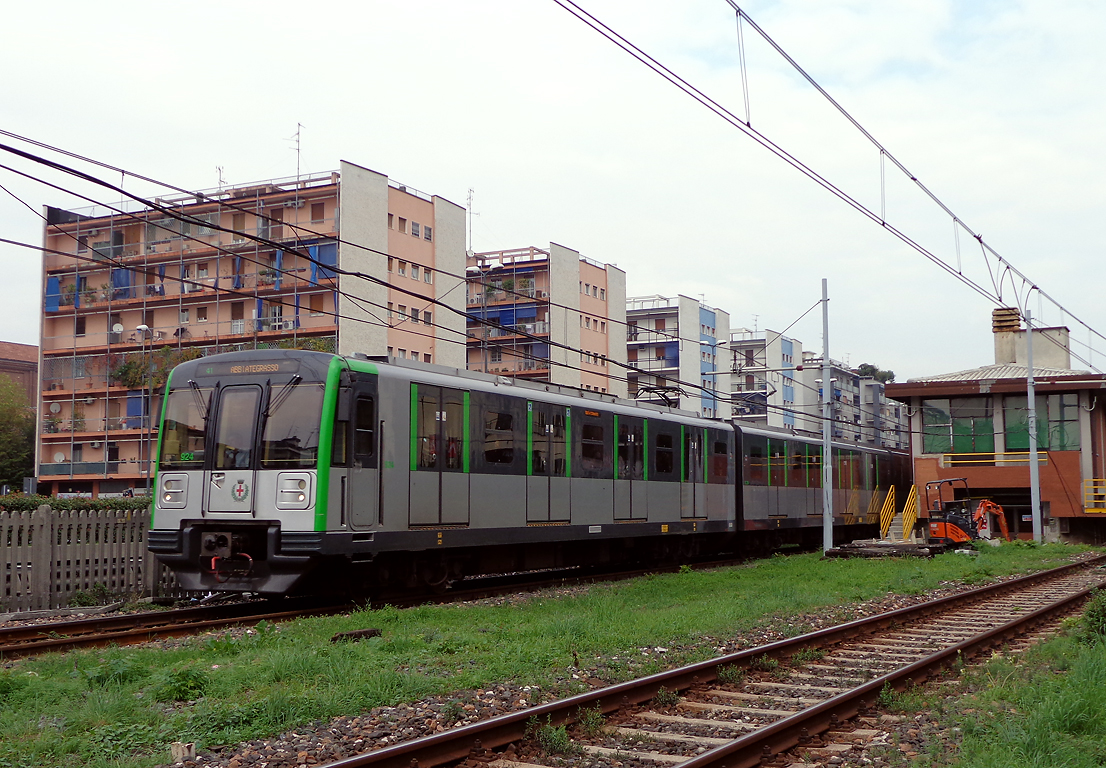
Treno Meneghino
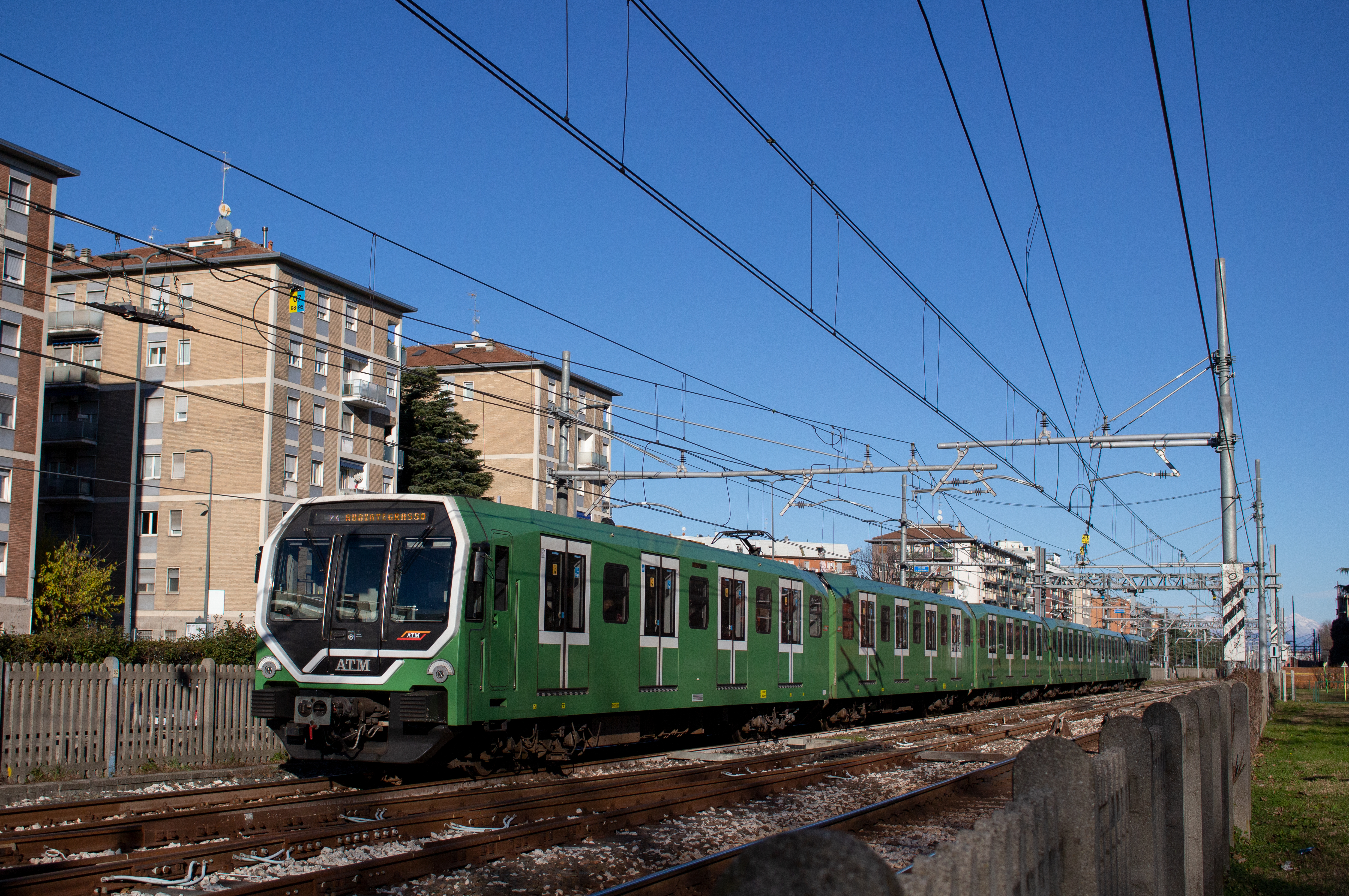
Treno Leonardo in livrea chiara in transito tra le stazioni di Crescenzago e Cimiano.
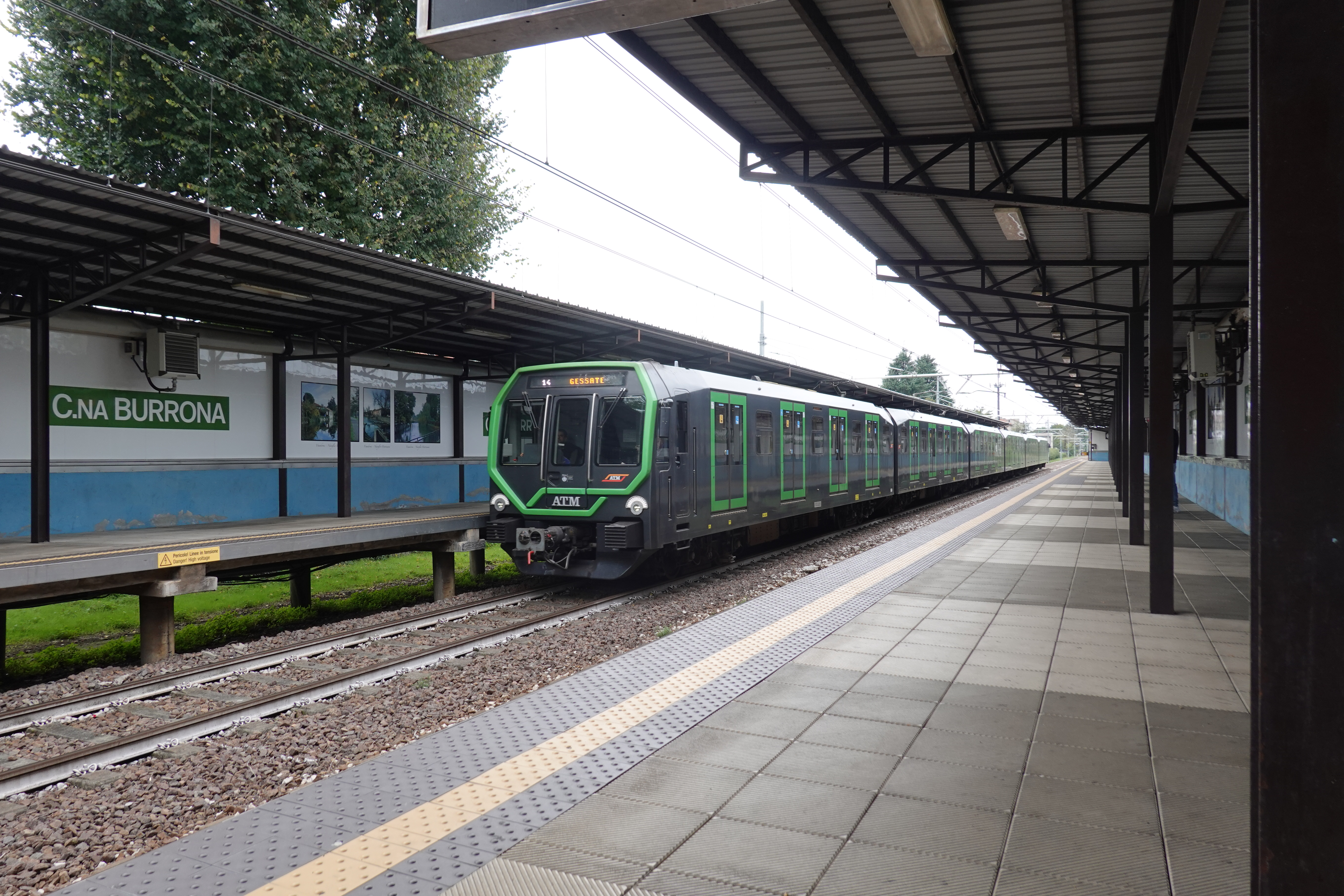
Treno Leonardo in livrea scura alla stazione di Cascina Burrona

## Depositi
Tra le cinque linee metropolitane milanesi, la M2 è quella dotata del maggior numero di depositi, avendone tre (mentre la M1 ne ha due, per la M4 è previsto che ne vengano costruiti due e sia la M3 che la M5 ne hanno solo uno): Gorgonzola (dal 1972), Cologno Nord (dal 1981) e Famagosta (dal 1999), situati tutti in corrispondenza delle omonime stazioni.

## Prolungamenti
Da più di trent'anni è in discussione l'ipotesi di estendere il servizio della linea M2 fino a Vimercate. Il progetto di Metropolitana Milanese prevede un tracciato di 12 km in direzione nord-est, da Cologno Nord a Vimercate, con fermate intermedie a Brugherio, Carugate, Agrate Colleoni, Concorezzo e Vimercate (2 fermate). A causa degli elevati costi di realizzazione ne è stata inoltre elaborata una versione sotto forma di metrotramvia ma in entrambi i casi l'opera non ha mai ricevuto il via libera, non essendo stati reperiti i fondi necessari all'avvio dei lavori.
È stata inoltre paventata l'idea di estendere la linea 2 verso sud, dal capolinea di Assago Milanofiori Forum fino a Binasco; nonostante i propositi condivisi dagli enti preposti il progetto è rimasto fermo alla formale richiesta di uno studio di fattibilità.